# Tân Ước (xã)
Tân Ước là một xã thuộc huyện Thanh Oai, thành phố Hà Nội, Việt Nam. Đây là xã có Dự án đường trục phía nam Hà Nội đi qua.
Xã Tân Ước có diện tích 8,74 km², dân số năm 1999 là 6.913 người, mật độ dân số đạt 791 người/km².